# Elisabeth van Koemanië
Elisabeth van Koemanië (circa 1240 - circa 1290) was van 1270 tot 1272 koningin-gemalin en van 1272 tot 1277 regentes van Hongarije.

## Levensloop
Elisabeth behoorde tot de Koemanen, een Turkse nomadenstam die een sjamanistische godsdienst aanhing en daardoor als heidenen werden beschouwd. Haar vermoedelijke vader Köten was de leider van de Koemanen en viel in 1238 met een aantal clans Hongarije binnen, op de vlucht voor de oprukkende Gouden Horde van het Mongoolse Rijk. Vervolgens onderhandelde koning Béla IV een akkoord met de Koemanen, waarbij Köten en zijn volk asiel kregen in ruil voor hun bekering tot het rooms-katholicisme en hun loyaliteit aan de koning. Deze alliantie werd bezegeld met de verloving van Elisabeth met Stefanus (1239-1272), de zoon van Béla IV. In 1241 begon onder leiding van Batu Khan de Mongoolse invasie van Europa, met Hongarije als een van de belangrijkste doelwitten. Köten werd daarna vermoord door Hongaarse edelen die bang waren dat hij naar de Mongolen zou overlopen. 
Béla IV zelf vluchtte naar Oostenrijk en nadat de Mongoolse troepen zich hadden teruggetrokken keerde hij terug naar Hongarije. Béla IV begon zijn land herop te bouwen, onder andere met de bouw van een kastelensysteem dat bescherming moest bieden tegen de Mongolen. Ook na de dood van Köten bleef de verloving tussen Elisabeth en Stefanus gelden. Nadat ze zich in voorbereiding van haar huwelijk tot het rooms-katholicisme had bekeerd, vond in 1253 de bruiloft plaats. Zowel bruid als bruidegom waren ongeveer twaalf jaar oud. Na de dood van Béla IV in mei 1270 werden Stefanus V en Elisabeth koning en koningin-gemalin van Hongarije.
Stefanus V overleed na een regering van twee jaar, in augustus 1272. Elisabeth werd vervolgens regentes voor hun tien jaar oude zoon Ladislaus IV. Haar regentschap duurde tot in 1277 en ze werd geconfronteerd met verschillende paleisrevoluties en burgeroorlogen. Ook de opvoeding van haar zoon veroorzaakte problemen. Hij had veel sympathie voor de heidense leefgewoonten van de Koemanen, droeg Koemaanse kleden als hofkleding en omringde zichzelf met Koemaanse concubines, wat tot argwaan bij de Hongaarse adel leidde. Zijn latere pogingen om de Hongaarse loyaliteit te herwinnen zorgde dan weer voor vijandigheid bij de Koemanen. Uiteindelijk werd hij in juli 1290 door enkele Koemanen vermoord. Vermoed wordt dat Elisabeth zelf rond die periode overleed.

## Nakomelingen
Stefanus V en Elisabeth van Koemanië kregen zes kinderen:
- Elisabeth (1255-1313), huwde eerst met koning Stefan Uroš II Milutin van Servië en daarna in 1288 met Zavis Vítkovci, heer van Falkenstein.
- Catharina (1256-1314), huwde met koning Stefan Dragutin van Servië
- Maria (1257-1323), huwde in 1270 met koning Karel II van Napels
- Anna (1260-1281), huwde in 1273 met keizer Andronikos II Palaiologos van het Byzantijnse Rijk
- Ladislaus IV (1262-1290), koning van Hongarije
- Andreas (1268-1278), hertog van Slavonië